# 六実駅
六実駅（むつみえき）は、千葉県松戸市六実四丁目にある、東武鉄道野田線（東武アーバンパークライン）の駅である。駅番号はTD 29。

## 歴史
東武鉄道の駅で唯一松戸市に所在する。

### 年表
- 1923年（大正12年）12月27日：北総鉄道船橋線の駅として開設[1]。
- 1929年（昭和4年）11月22日：北総鉄道が総武鉄道へ社名変更[2]
- 1944年（昭和19年）3月1日：陸上交通事業調整法に基づき、東武鉄道が総武鉄道を吸収合併、同社船橋線の駅となる[2]。
- 1948年（昭和23年）4月16日：船橋線が野田線へ編入、同線の駅となる。
- 2020年（令和2年）3月14日：ダイヤ改正に伴い、当駅始発終着列車消滅[3]。同時に3番線廃止。

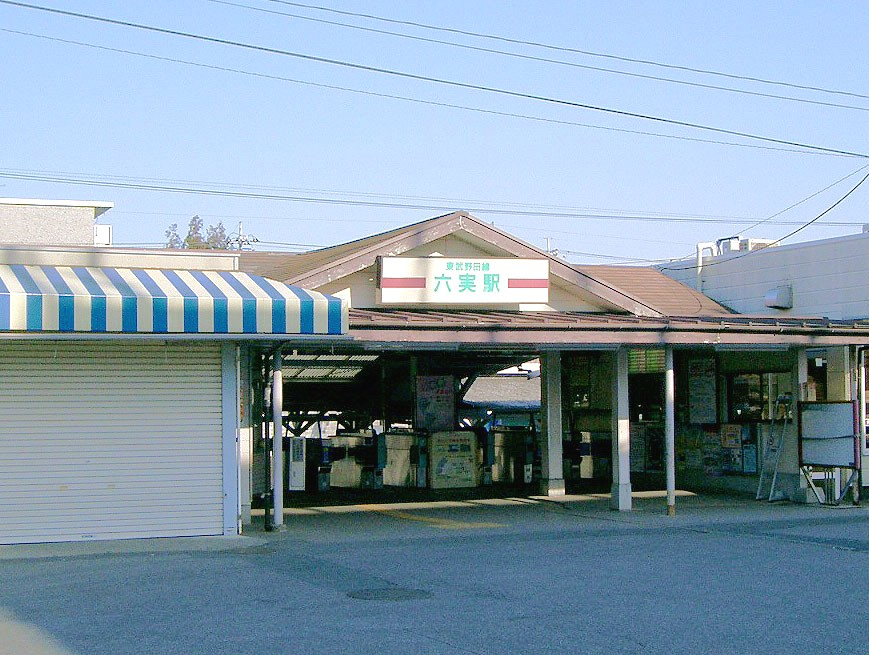
「東武野田線」が表記されていた頃の駅名看板（2006年3月）
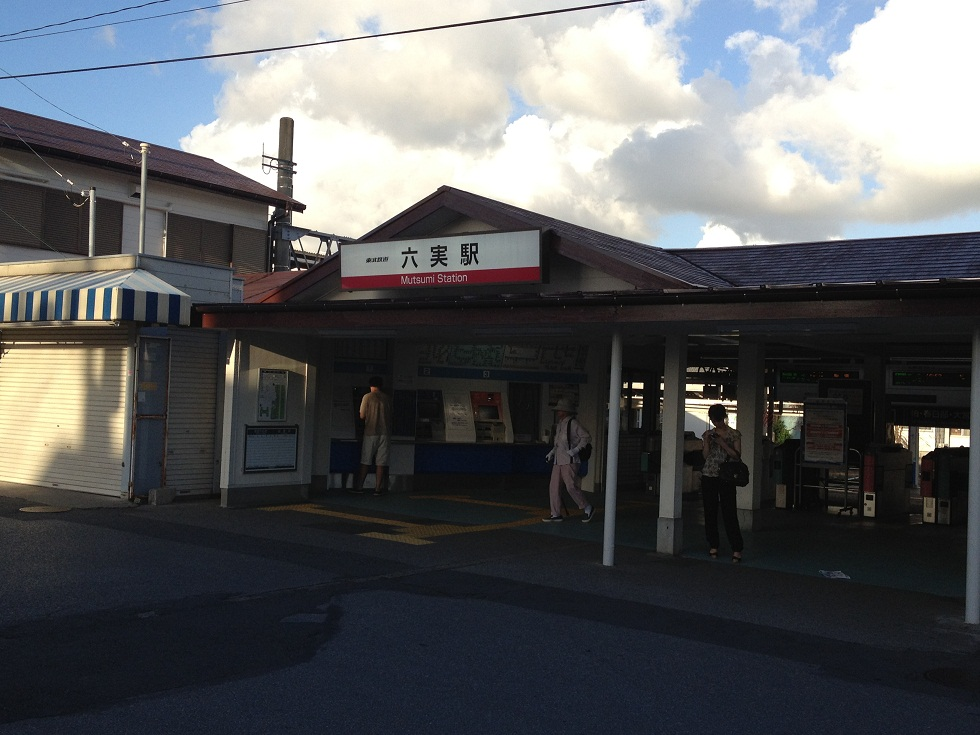
駅名看板更新前の駅舎（2012年9月）

### 駅名の由来
明治新政府の手により小金牧（千葉県北西部）開墾が行われ、開墾地には開墾順序に合わせて地名が付与された。六実は小金牧（小金五牧）の中野牧に当たり、6番目となる。他、初富（鎌ケ谷市）、二和、三咲（以上船橋市）、豊四季（柏市）、五香（松戸市）、七栄 （富里市）、八街（八街市）、九美上（香取市）、十倉（富里市）、十余一（白井市）、十余二（柏市）、十余三（成田市・多古町）の順に続く。 
駅名では初富駅、二和向台駅、三咲駅（新京成電鉄）、豊四季駅（東武鉄道野田線）、五香駅（新京成電鉄）、八街駅（東日本旅客鉄道（JR東日本）総武本線）がある。
六実地区は五香地区と隣接しており、「五香六実」と言う1つの大字もある（現在ここに含まれるのは陸上自衛隊松戸駐屯地の一部区域のみ）。

## 駅構造
相対式ホーム2面2線を有する地上駅。駅舎は柏方面ホーム側にあり、船橋方面ホームとは跨線橋で連絡している。
以前は単式ホーム1面1線と島式ホーム1面2線、計2面3線、東側には2線の留置線（2010年（平成22年）7月6日まで使用され、2018年（平成30年）に撤去された）があり、当駅発着列車は中線2番線を利用して朝と深夜に運行されていた。但し、本線3番線は分岐器分岐側を走行するため、35km/hの速度制限を受けていた。なお車両基地は北隣の高柳駅近くにあり、行先表示器にも「高柳」設定があるにも関わらず、当駅止まりの列車は車両基地まで回送されていた。2020年（令和2年）3月14日ダイヤ改正で当駅を発着としていた列車は高柳行へ変更され、当駅止まり、当駅始発は消滅した。また、中線2番線が下り本線に変わり、以前の本線であった3番線は廃止となり柵が新設された。また当駅は、ダイヤ改正前は急行の各停区間であったため、上下1本ずつ設定されていた春日部駅まで各駅に停車する急行は停車していたが、改正後は同種別も通過となった（但し、方向幕の「急行 六実」行は残っている）。
なお、留置線には高柳駅北側の車両基地が完成するまで当駅発着列車が留置されていた。なお、柏側の線路とは繋がっているが、船橋側の線路とは繋がっていない。かつてはこの側線の船橋側から現・海上自衛隊下総航空基地までの専用線が分岐していたが、開通・廃止年月日などを含めて詳細は不明である。
柏方面の当駅 – 逆井駅間は長らく単線であったが、2019年（令和元年）11月17日に高柳駅 - 逆井駅間、同12月15日に高柳駅 - 当駅間も複線化が完了した（この際に上記の通り、中線2番線が下り本線に配置変更されるが、ダイヤ改正までは引続き3番線が使用された）。
朝は当駅で長めに停車する列車が設定されており、車掌によっては夏季冷房期間と冬季暖房期間に各車両に4か所ある客用ドアのうち中間2か所を閉める場合がある（ドアカット）。発車時刻が近付くと一度全客用ドアを開けた後客用ドアを閉めて出発する。
2011年（平成23年）3月に、ホームと跨線橋間を連絡するエレベーターと1番線ホームへの多機能トイレが設置された。また駅構内案内板がピクトグラムを用いたデザインのものへ更新された。駅名標と路線図が従来の吊下型から自立式案内板へ変更された。また、発車標も設置された。
因みに新鎌ヶ谷駅完成まで、当駅が東武鉄道内で最東端に位置する駅であった。

### のりば
| 番線 | 路線                     | 方向 | 行先     |
| ---- | ------------------------ | ---- | -------- |
| 1    | 東武アーバンパークライン | 上り | 柏方面   |
| 2    | 東武アーバンパークライン | 下り | 船橋方面 |

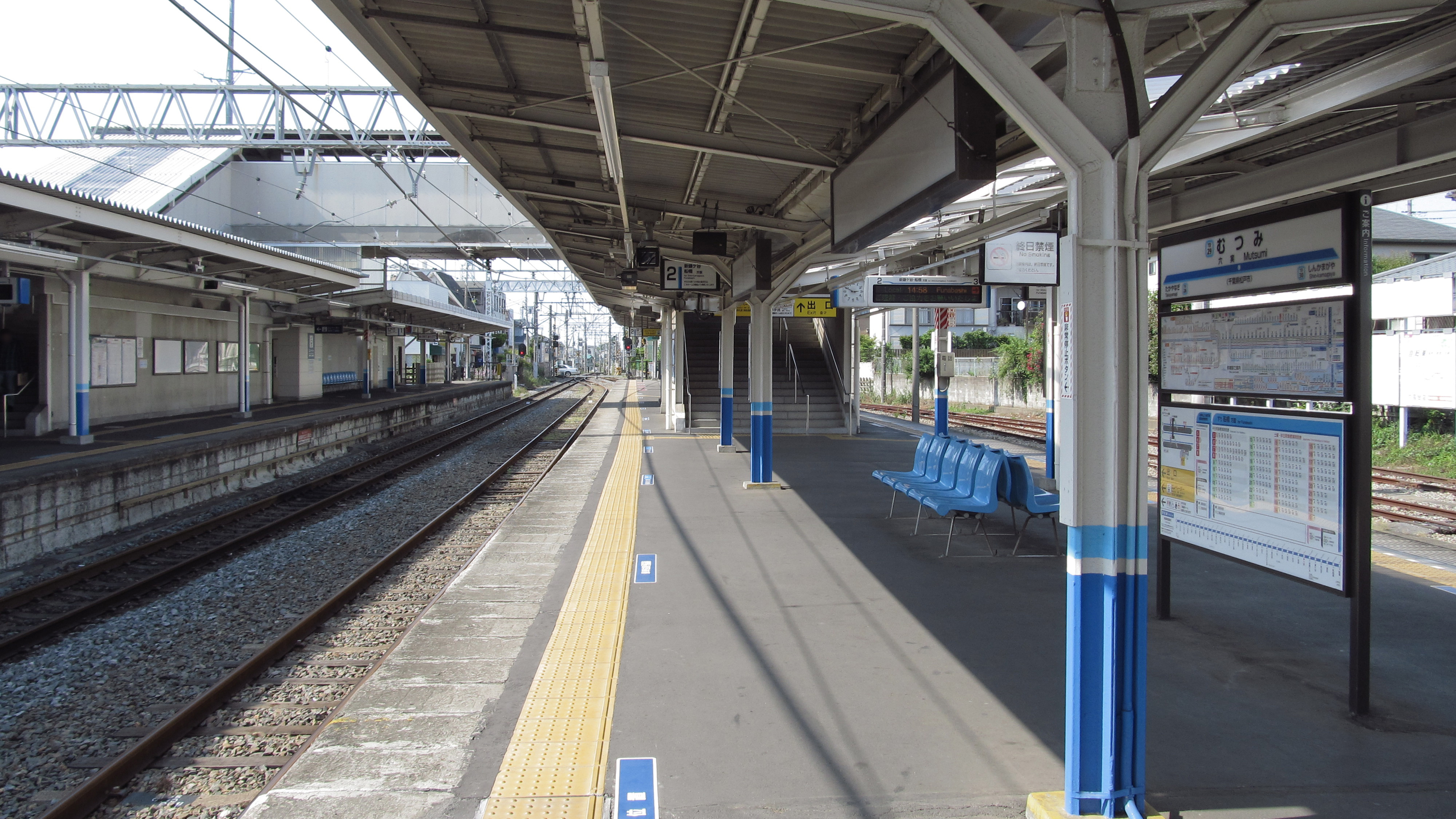
3番線廃止前の駅ホーム（2013年5月）

## 利用状況
2024年度（令和6年度）の1日平均乗降人員は12,776人である。
近年の1日乗降・乗車人員の推移は以下の通り。
| 年度               | 1日平均 乗降人員 | 1日平均 乗車人員 | 出典       |
| ------------------ | ---------------- | ---------------- | ---------- |
| 2001年（平成13年） |                  | 8,475            |            |
| 2002年（平成14年） |                  | 8,129            |            |
| 2003年（平成15年） | 16,176           | 7,980            |            |
| 2004年（平成16年） | 16,013           | 7,874            |            |
| 2005年（平成17年） | 16,026           | 7,824            |            |
| 2006年（平成18年） | 16,105           | 7,846            |            |
| 2007年（平成19年） | 15,930           | 7,827            |            |
| 2008年（平成20年） | 15,747           | 7,766            |            |
| 2009年（平成21年） | 15,630           | 7,735            |            |
| 2010年（平成22年） | 15,662           | 7,768            |            |
| 2011年（平成23年） | 15,463           | 7,752            |            |
| 2012年（平成24年） | 15,719           | 7,871            |            |
| 2013年（平成25年） | 15,798           | 7,901            |            |
| 2014年（平成26年） | 15,323           | 7,664            |            |
| 2015年（平成27年） | 15,431           | 7,718            |            |
| 2016年（平成28年） | 15,409           | 7,726            |            |
| 2017年（平成29年） | 15,409           | 7,720            |            |
| 2018年（平成30年） | 15,387           | 7,710            |            |
| 2019年（令和元年） | 14,840           | 7,433            |            |
| 2020年（令和02年） | 11,386           |                  |            |
| 2021年（令和03年） | 11,649           | 5,844            | [ 東武 2 ] |
| 2022年（令和04年） | 12,138           | 6,090            | [ 東武 3 ] |
| 2023年（令和05年） | 12,457           | 6,247            | [ 東武 4 ] |
| 2024年（令和06年） | 12,776           | 6,404            | [ 東武 1 ] |

## 駅周辺

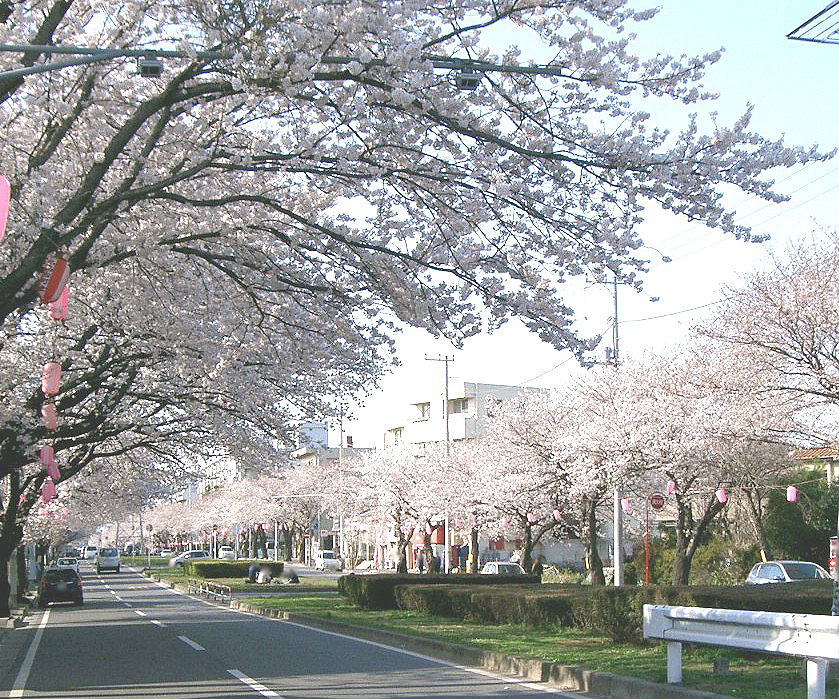
六高台さくら通り

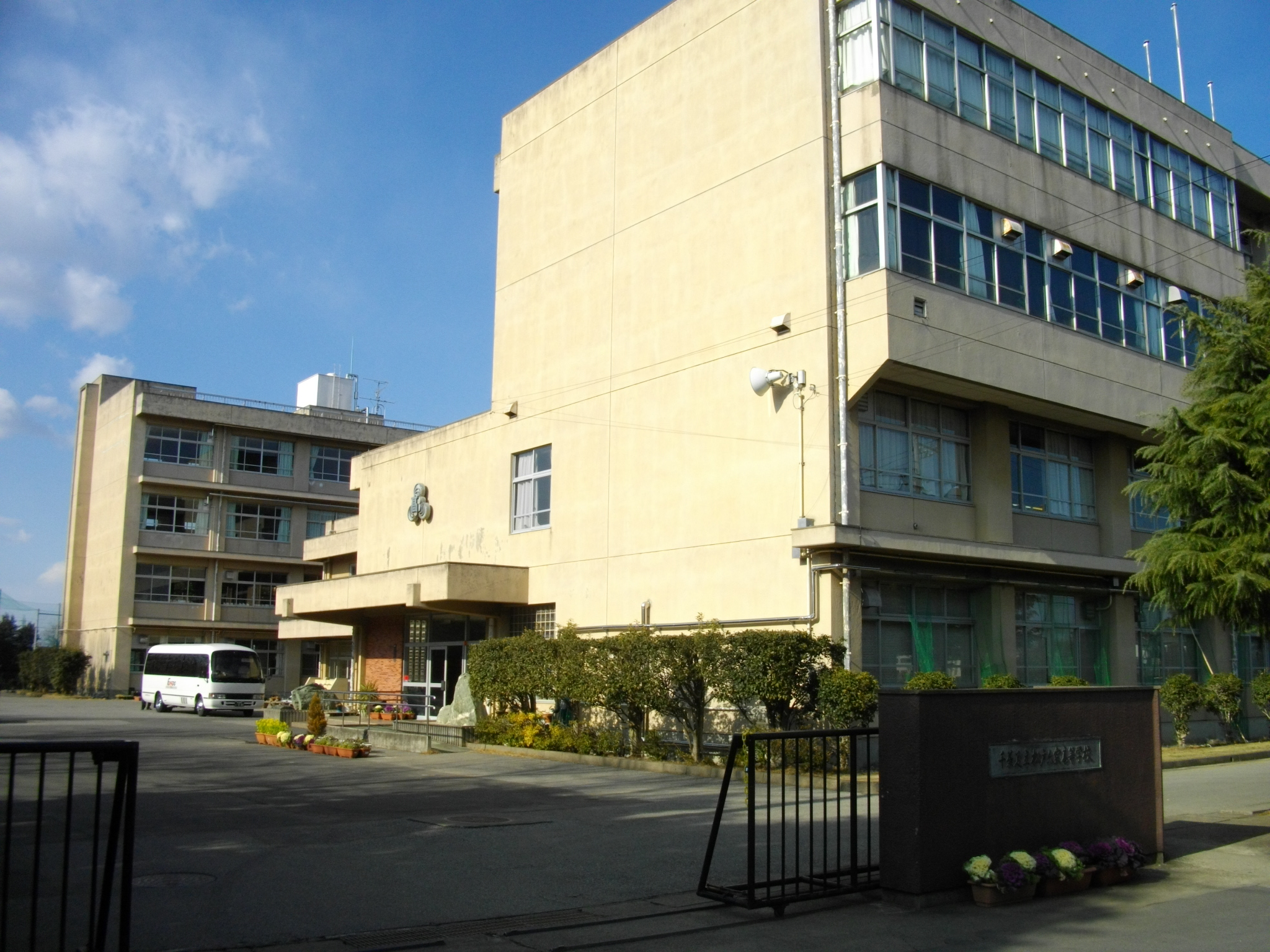
千葉県立松戸六実高等学校

当駅周辺は松戸市と鎌ケ谷市の境界部であり、閑静な住宅街と商店街である。駅周辺には千葉県道8号船橋我孫子線、千葉県道200号六実停車場線、千葉県道281号松戸鎌ケ谷線が走り、2000年代以降には駅前にマンションも建設されている。また新鎌ヶ谷駅まではほぼ直線区間で、当駅から新鎌ヶ谷駅周辺の建物を確認することが出来る。なお、駅東側約1キロメートル（km）程の所には海上自衛隊下総航空基地（飛行場）があり、車内から航空機の離着陸を見ることも可能。
- 六高台さくら通り
- 鎌ケ谷警察署 粟野交番
- 松戸市消防局 六実消防署
- 鎌ケ谷市北部公民館
  - 鎌ケ谷市立図書館 北部分館
- 松戸市六実市民センター
  - 松戸市立図書館 六実分館
- 鎌ケ谷市粟野コミュニティセンター
- 千葉県立松戸六実高等学校
- 千葉県立鎌ケ谷西高等学校
- 千葉県立沼南高柳高等学校（徒歩約22分、最寄駅は高柳駅）
- 松戸市立六実中学校
- 松戸市立六実小学校
- 松戸市立六実第二小学校
- 松戸市立六実第三小学校
- 鎌ケ谷市立第三中学校
- 鎌ケ谷市立北部小学校
- 鎌ケ谷市立西部小学校（徒歩約25分）
- 東邦鎌谷病院
- 初富保健病院（徒歩約25分）
- 松戸六実郵便局
- 松戸六高台郵便局
- 千葉興業銀行 六実支店
- 東京ベイ信用金庫 六実支店
- ヨークマート 六高台店
- プラッツ五香
  - スーパーバリュー 松戸五香店
- マツモトキヨシ 六高台店
- サンドラッグ 六高台店
- しまむら 六高台店
- 西松屋 松戸六高台店
- TSUTAYA 六高台店
- 宝泉院
  - 渋谷総司贈位顕彰碑（幕末の赤報隊の倒幕勤王の志士を記念した碑[9]）
- 六実スポーツ広場
- 六実中央公園

## バス路線
- 六実駅（入口）
  - 京成バス千葉セントラル
    - [下総航空基地線] クリーンセンター経由 五香駅行（朝1回のみ） / 白井工業団地経由 白井車庫行（夜1回のみ）

  - 京成バス千葉イースト
    - 深夜急行バス 京成成田駅経由 成田空港行[10]（運休中）

## 隣の駅
東武鉄道
 東武アーバンパークライン
■急行
通過
■普通
高柳駅 (TD 28) - 六実駅 (TD 29) - 新鎌ヶ谷駅 (TD 30)

### 利用状況
東武鉄道の1日平均乗降人員
1. 1 2 3  『駅別乗降人員 2024年度』（PDF）（レポート）東武鉄道、10頁。オリジナルの2025年5月19日時点におけるアーカイブ。2025年5月29日閲覧。
2. ↑  『駅別乗降人員 2021年度』（PDF）（レポート）東武鉄道、2024年、10頁。オリジナルの2024年5月18日時点におけるアーカイブ。
3. ↑  『駅別乗降人員 2022年度』（PDF）（レポート）東武鉄道、2024年、10頁。オリジナルの2024年5月18日時点におけるアーカイブ。
4. ↑  『駅別乗降人員 2023年度』（PDF）（レポート）東武鉄道、2024年、10頁。オリジナルの2024年5月18日時点におけるアーカイブ。